# Coppa Svizzera 1960-1961
La Coppa Svizzera 1960-1961 è stata la 36ª edizione della manifestazione calcistica. È iniziata l'11 settembre 1960 e si è conclusa il 23 aprile 1961. Questa edizione della coppa vide la vittoria finale del La Chaux-de-Fonds.

## Regolamento
Partecipano 428 squadre. Una prima fase preliminare vede impegnate squadre di Seconda e Terza Lega, di queste ne rimarranno 72 che parteciperanno al Primo Turno Eliminatorio che segnerá l'inizio della seconda fase dove entreranno in lizza le 36 squadre di Prima Lega (Secondo Turno Eliminatorio) e le 28 squadre di Lega Nazionale A e B (Trentaduesimi di Finale).
Turni ad eliminazione diretta in gara unica. Le partite terminanti in paritá dopo i tempi supplementari, potranno rigiocarsi una sola altra volta, se persiste il pareggio, si ricorre ad un sorteggio per stabilire la squadra qualificata al prossimo turno.

## Squadre partecipanti
| Basilea           |
| Bienne            |
| Chiasso           |
| Friburgo          |
| Grasshoppers      |
| Grenchen          |
| La Chaux-de-Fonds |
| Losanna           |
| Lucerna           |
| Servette          |
| Winterthur        |
| Young Boys        |
| Young Fellows     |
| Zurigo            |

| Aarau              |
| Bellinzona         |
| Berna              |
| Brühl              |
| Cantonal Neuchâtel |
| Lugano             |
| Martigny           |
| Nordstern          |
| Sciaffusa          |
| Sion               |
| Thun               |
| Urania Ginevra     |
| Vevey              |
| Yverdon            |

| Blue Stars Zurigo |
| Bodio             |
| Emmenbrücke       |
| Höngg             |
| Lamone            |
| Locarno           |
| Rapid Lugano      |
| Red Star Zurigo   |
| San Gallo         |
| Solduno           |
| Vaduz             |
| Wil               |

| Alle              |
| Baden             |
| Bassecourt        |
| Concordia Basilea |
| Delémont          |
| Dietikon          |
| Lengnau           |
| Moutier           |
| Old Boys Basilea  |
| Porrentruy        |
| Soletta           |
| Wettingen         |

| Bözingen 34     |
| Burgdorf        |
| Étoile Carouge  |
| Forward Morges  |
| Langenthal      |
| Malley          |
| Monthey         |
| Raron           |
| Sierre          |
| Stade Payerne   |
| Versoix         |
| Xamax Neuchâtel |

| Adliswil          |
| Aesch             |
| Assens            |
| Biaschesi         |
| Biberist          |
| Bienne-Boujean    |
| Birsfelden        |
| Breite Basilea    |
| Breitenbach       |
| Bulle             |
| Bürglen           |
| Campagnes Ginevra |
| Cham              |
| Chênois           |
| Chur              |

| Courtemaiche     |
| Couvet           |
| Deitingen        |
| Derendingen      |
| Dübendorf        |
| Estavayer-le-Lac |
| Fétigny          |
| Flawil           |
| Fleurier         |
| Frauenfeld       |
| Gerlafingen      |
| Giubiasco        |
| Gränichen        |
| Helvetia Berna   |
| Herzogenbuchsee  |

| Kickers Lucerna |
| Kleinhüningen   |
| Kriens          |
| Küsnacht        |
| Lancy           |
| Laufenburg      |
| Le Locle-Sports |
| Lutry           |
| Luzerner SC     |
| Lyss            |
| Madretsch       |
| Mendrisio       |
| Mett            |
| Minerva Berna   |
| Montreux-Sports |

| Neuhausen                |
| Oberentfelden            |
| Oerlikon/Polizei         |
| Pro Daro                 |
| Reconvilier              |
| Riehen                   |
| Saint-Leonard            |
| ST. Maurice              |
| Sankt Margrethen         |
| Schönenwerd-Niedergösgen |
| Seebach                  |
| Signal Bernex            |
| Stade Lausanne           |
| Thayngen                 |
| Trimbach                 |

| Turgi              |
| Unterstrass Zurigo |
| US Lausanne        |
| Uster              |
| Uznach             |
| Uzwil              |
| Veltheim           |
| Widnau             |
| Wohlen             |
| Wolfwil            |
| Zugo               |
| SC Zugo            |

### 1º Turno Eliminatorio
| Squadra 1                      | Risultato     | Squadra 2          |
| ------------------------------ | ------------- | ------------------ |
| 11 settembre 1960              |               |                    |
| Regione di Zurigo              |               |                    |
| Neuhausen                      | 3 - 2         | Thayngen           |
| Oerlikon/Polizei               | 8 - 4         | Dübendorf          |
| Seebach                        | 4 - 5         | Küsnacht           |
| Uster                          | 4 - 6         | Adliswil           |
| Veltheim                       | 4 - 1         | Unterstrass Zurigo |
| Regione Romancia               |               |                    |
| Bulle                          | 3 - 1         | Montreux-Sports    |
| Fétigny                        | 4 - 1         | Estavayer-le-Lac   |
| Campagnes Ginevra              | 1 - 3         | Signal Bernex      |
| Couvet                         | 5 - 4(d.t.s.) | Fleurier           |
| Lutry                          | 8 - 2         | Assens             |
| ST. Maurice                    | 5 - 1         | Saint-Leonard      |
| US Lausanne                    | 4 - 2(d.t.s.) | Stade Lausanne     |
| Lancy                          | 0 - 0(d.t.s.) | Chênois            |
| 18 settembre 1960(Ripetizione) |               |                    |
| Chênois                        | 4 - 0         | Lancy              |
| Regione di Berna               |               |                    |
| Biberist                       | 4 - 2         | Helvetia Berna     |
| Le Locle-Sports                | 2 - 1         | Lyss               |
| Madretsch                      | 1 - 5         | Bienne-Boujean     |
| Mett                           | 3 - 1         | Reconvilier        |
| Minerva Berna                  | 2 - 3         | Herzogenbuchsee    |
| Regione Nord-Ovest             |               |                    |
| Aesch                          | 1 - 2         | Breite Basilea     |
| Birsfelden                     | 0 - 1         | Trimbach           |
| Breitenbach                    | 4 - 0         | Courtemaiche       |
| Riehen                         | 0 - 1         | Kleinhüningen      |
| Regione di Lucerna             |               |                    |
| Kickers Lucerna                | 6 - 2         | Luzerner SC        |
| Zugo                           | 3 - 1         | SC Zugo            |
| Kriens                         | 4 - 4(d.t.s.) | Cham               |
| 18 settembre 1960(Ripetizione) |               |                    |
| Cham                           | 2 - 1         | Kriens             |
| Regione Argovia                |               |                    |
| Gränichen                      | 6 - 1         | Laufenburg         |
| Oberentfelden                  | 3 - 7(d.t.s.) | Schöftland         |
| Turgi                          | 3 - 6         | Wohlen             |
| Regione di Soletta             |               |                    |
| Gerlafingen                    | 5 - 1         | Derendingen        |
| Deitingen                      | 2 - 3         | Wolfwil            |
| Regione Ticino                 |               |                    |
| Biaschesi                      | 0 - 2         | Pro Daro           |
| Giubiasco                      | 1 - 4         | Mendrisio          |
| Regione Orientale              |               |                    |
| Bürglen                        | 1 - 2         | Frauenfeld         |
| Chur                           | 5 - 1         | Uznach             |
| Flawil                         | 2 - 1         | Uzwil              |
| Widnau                         | 3 - 1         | Sankt Margrethen   |

### 2º Turno Eliminatorio
| Squadra 1                   | Risultato     | Squadra 2                |
| --------------------------- | ------------- | ------------------------ |
| 25 settembre 1960           |               |                          |
| Baden                       | 4 - 0         | Wohlen                   |
| Bassecourt                  | 1 - 2         | Le Locle-Sports          |
| Biberist                    | 1 - 6         | Lengnau                  |
| Bienne-Boujean              | 0 - 3         | Xamax Neuchâtel          |
| Bodio                       | 3 - 0         | Zugo                     |
| Bözingen 34                 | 3 - 0         | Kleinhüningen            |
| Breitenbach                 | 2 - 0         | Alle                     |
| Bulle                       | 1 - 3         | Versoix                  |
| Burgdorf                    | 3 - 2         | Herzogenbuchsee          |
| Cham                        | 1 - 4         | Rapid Lugano             |
| Chênois                     | 3 - 2         | Étoile Carouge           |
| Chur                        | 0 - 1         | Höngg                    |
| Concordia Basilea           | 3 - 1         | Gränichen                |
| Couvet                      | 2 - 1         | Stade Payerne            |
| Delémont                    | 3 - 2         | Breite Basilea           |
| Dietikon                    | 8 - 3         | Adliswil                 |
| Fétigny                     | 4 - 5         | Raron                    |
| Flawil                      | 0 - 1         | Wil                      |
| Forward Morges              | 3 - 1         | US Lausanne              |
| Frauenfeld                  | 0 - 2         | Red Star Zurigo          |
| Gerlafingen                 | 1 - 2         | Langenthal               |
| Kickers Lucerna             | 2 - 1         | Solduno                  |
| Lutry                       | 0 - 5         | Sierre                   |
| Mendrisio                   | 3 - 0         | Lamone                   |
| Moutier                     | 5 - 2         | Wolfwil                  |
| Old Boys Basilea            | 5 - 2         | Schönenwerd-Niedergösgen |
| Oerlikon/Polizei            | 5 - 4         | Locarno                  |
| Porrentruy                  | 10 - 0        | Mett                     |
| Pro Daro                    | 2 - 1         | Emmenbrücke              |
| San Gallo                   | 8 - 3         | Neuhausen                |
| ST. Maurice                 | 0 - 2         | Monthey                  |
| Signal Bernex               | 1 - 0         | Malley                   |
| Vaduz                       | 6 - 3         | Widnau                   |
| Veltheim                    | 1 - 5         | Blue Stars Zurigo        |
| Wettingen                   | 0 - 1(d.t.s.) | Küsnacht                 |
| Soletta                     | 2 - 2(d.t.s.) | Trimbach                 |
| 2 ottobre 1960(Ripetizione) |               |                          |
| Trimbach                    | 3 - 6         | Soletta                  |

### Trentaduesimi di Finale
| Squadra 1                    | Risultato     | Squadra 2          |
| ---------------------------- | ------------- | ------------------ |
| 16 ottobre 1960              |               |                    |
| Aarau                        | 1 - 3         | Lengnau            |
| Baden                        | 2 - 4         | Thun               |
| Bellinzona                   | 3 - 2(d.t.s.) | Kickers Lucerna    |
| Berna                        | 2 - 0         | Bözingen 34        |
| Bienne                       | 4 - 0         | Burgdorf           |
| Brühl                        | 5 - 2         | Küsnacht           |
| Chênois                      | 0 - 2         | Urania Ginevra     |
| Chiasso                      | 1 - 0         | Rapid Lugano       |
| Concordia Basilea            | 2 - 1         | Basilea            |
| Couvet                       | 1 - 3         | Vevey              |
| Forward Morges               | 0 - 2         | Servette           |
| Langenthal                   | 0 - 8         | Young Boys         |
| Le Locle-Sports              | 3 - 2         | Friburgo           |
| Losanna                      | 3 - 0         | Versoix            |
| Lucerna                      | 9 - 0         | Pro Daro           |
| Lugano                       | 7 - 0         | Mendrisio          |
| Monthey                      | 1 - 4         | Sion               |
| Oerlikon/Polizei             | 0 - 2         | Young Fellows      |
| Old Boys Basilea             | 2 - 0         | Xamax Neuchâtel    |
| Porrentruy                   | 3 - 0         | Nordstern          |
| Raron                        | 0 - 4         | Martigny           |
| Sciaffusa                    | 8 - 0         | Vaduz              |
| Signal Bernex                | 3 - 1         | Sierre             |
| Soletta                      | 0 - 2         | Grenchen           |
| Winterthur                   | 5 - 0         | Wil                |
| Breitenbach                  | 1 - 1(d.t.s.) | Yverdon            |
| Blue Stars Zurigo            | (Rinviata)    | Bodio              |
| Delémont                     | (Rinviata)    | La Chaux-de-Fonds  |
| Dietikon                     | (Rinviata)    | Grasshoppers       |
| Moutier                      | (Rinviata)    | Cantonal Neuchâtel |
| Höngg                        | (Rinviata)    | Red Star Zurigo    |
| San Gallo                    | (Sospesa)     | Zurigo             |
| 27 ottobre 1960              |               |                    |
| La Chaux-de-Fonds            | 3 - 1         | Delémont           |
| 30 ottobre 1960              |               |                    |
| Blue Stars Zurigo            | 2 - 1         | Bodio              |
| Höngg                        | 2 - 1         | Red Star Zurigo    |
| 6 novembre 1960              |               |                    |
| Dietikon                     | 2 - 3         | Grasshoppers       |
| Moutier                      | 1 - 4(d.t.s.) | Cantonal Neuchâtel |
| San Gallo                    | 1 - 4         | Zurigo             |
| 6 novembre 1960(Ripetizione) |               |                    |
| Yverdon                      | 2 - 0         | Breitenbach        |

### Sedicesimi di Finale
| Squadra 1                        | Risultato     | Squadra 2         |
| -------------------------------- | ------------- | ----------------- |
| 13 novembre 1960                 |               |                   |
| Bienne                           | 3 - 1         | Young Boys        |
| Brühl                            | 0 - 3         | Winterthur        |
| Cantonal Neuchâtel               | 3 - 0         | Le Locle-Sports   |
| Chiasso                          | 3 - 1         | Bellinzona        |
| Concordia Basilea                | 2 - 1         | Berna             |
| Grasshoppers                     | 1 - 2         | Young Fellows     |
| Grenchen                         | (Rinviata)    | Porrentruy        |
| La Chaux-de-Fonds                | 3 - 1         | Lengnau           |
| Lugano                           | 1 - 4         | Lucerna           |
| Sciaffusa                        | 4 - 2         | Blue Stars Zurigo |
| Servette                         | 4 - 0         | Sion              |
| Thun                             | 4 - 0         | Old Boys Basilea  |
| Zurigo                           | 6 - 0         | Höngg             |
| Martigny                         | 1 - 1(d.t.s.) | Signal Bernex     |
| Vevey                            | 1 - 1(d.t.s.) | Losanna           |
| Yverdon                          | 2 - 2(d.t.s.) | Urania Ginevra    |
| 20 novembre 1960(Ripetizione)    |               |                   |
| Signal Bernex                    | 2 - 4         | Martigny          |
| 30 novembre 1960(1a Ripetizione) |               |                   |
| Losanna                          | 1 - 1(d.t.s.) | Vevey             |
| 4 dicembre 1960                  |               |                   |
| Grenchen                         | 3 - 1         | Porrentruy        |
| 7 dicembre 1960(Ripetizione)     |               |                   |
| Urania Ginevra                   | 2 - 1         | Yverdon           |
| 14 dicembre 1960(2a Ripetizione) |               |                   |
| Losanna                          | 2 - 1(d.t.s.) | Vevey             |

### Ottavi di Finale
| Squadra 1                        | Risultato     | Squadra 2          |
| -------------------------------- | ------------- | ------------------ |
| 18 dicembre 1960                 |               |                    |
| Chiasso                          | 1 - 0         | Winterthur         |
| Concordia Basilea                | 1 - 2         | Cantonal Neuchâtel |
| Lucerna                          | 1 - 0         | Zurigo             |
| Thun                             | 3 - 4(d.t.s.) | Bienne             |
| Urania Ginevra                   | 0 - 1         | La Chaux-de-Fonds  |
| Young Fellows                    | 2 - 0         | Servette           |
| Martigny                         | 2 - 2(d.t.s.) | Losanna            |
| Sciaffusa                        | 0 - 0(d.t.s.) | Grenchen           |
| 8 gennaio 1961(Ripetizione)      |               |                    |
| Grenchen                         | 0 - 1         | Sciaffusa          |
| 12 febbraio 1961(Ripetizione)    |               |                    |
| Losanna                          | 0 - 0(d.t.s.) | Martigny           |
| 19 febbraio 1961(2a Ripetizione) |               |                    |
| Losanna                          | 2 - 0         | Martigny           |

### Quarti di Finale
| Squadra 1                     | Risultato     | Squadra 2          |
| ----------------------------- | ------------- | ------------------ |
| 19 febbraio 1961              |               |                    |
| Cantonal Neuchâtel            | 1 - 1(d.t.s.) | Sciaffusa          |
| 26 febbraio 1961              |               |                    |
| La Chaux-de-Fonds             | 4 - 1         | Losanna            |
| Young Fellows                 | 0 - 3         | Lucerna            |
| Bienne                        | 2 - 2(d.t.s.) | Chiasso            |
| 26 febbraio 1961(Ripetizione) |               |                    |
| Sciaffusa                     | 6 - 1         | Cantonal Neuchâtel |
| 19 marzo 1961(Ripetizione)    |               |                    |
| Bienne                        | 1 - 0         | Chiasso            |

### Semifinali
| Squadra 1     | Risultato | Squadra 2         |
| ------------- | --------- | ----------------- |
| 3 aprile 1961 |           |                   |
| Bienne        | 3 - 1     | Lucerna           |
| Sciaffusa     | 0 - 2     | La Chaux-de-Fonds |

### Finale
| Arbitro: | Schorer (Interlaken) |

|                                                                                               |            |                                                                                       |
| Frigerio 45’                                                                                  | Marcatori  |                                                                                       |
| Eichmann Ehrbar Kerner Leuerberger Morand Jaeger Antenen Bertschi Frigerio Pottier Sommerlatt | Formazioni | Parlier Alemann Kehrli Turin Studer Quattropani Stauble Facchinetti Graf Koller Hänzi |
| Kurt Sommerlatt                                                                               | Allenatori | Jupp Derwall                                                                          |